# العلاقات السنغالية الإستونية
العلاقات السنغالية الإستونية هي العلاقات الثنائية التي تجمع بين السنغال وإستونيا.

## مقارنة بين البلدين
هذه مقارنة عامة ومرجعية للدولتين:
| وجه المقارنة                                              | السنغال                                              | إستونيا                                                                             |
| --------------------------------------------------------- | ---------------------------------------------------- | ----------------------------------------------------------------------------------- |
| المساحة (كم2)                                             | 196.72 ألف                                           | 45.34 ألف                                                                           |
| عدد السكان (نسمة)                                         | 15.85 مليون                                          | 1.32 مليون                                                                          |
| الكثافة السكانية (ن./كم²)                                 | 80.57                                                | 29.11                                                                               |
| العاصمة                                                   | داكار                                                | تالين                                                                               |
| اللغة الرسمية                                             | لغة فرنسية، اللغة الولوفية، باديارا ‏، اللغة البلنتية | اللغة الإستونية                                                                     |
| العملة                                                    | فرنك غرب أفريقي                                      | يورو، كرون إستوني، كرون إستوني، المارك الإستوني                                     |
| الناتج المحلي الإجمالي (بليون دولار)                      | 16.37 مليار                                          | 25.92 مليار                                                                         |
| الناتج المحلي الإجمالي (تعادل القوة الشرائية) بليون دولار | 36.62 مليار                                          | 38.11 مليار                                                                         |
| الناتج المحلي الإجمالي الاسمي للفرد دولار أمريكي          | 899                                                  | 17.79 ألف                                                                           |
| الناتج المحلي الإجمالي للفرد دولار أمريكي                 | 2.33 ألف                                             | 28.14 ألف                                                                           |
| مؤشر التنمية البشرية                                      | 0.466                                                | 0.871                                                                               |
| رمز المكالمات الدولي                                      | +221                                                 | +372                                                                                |
| رمز الإنترنت                                              | .sn                                                  | .ee                                                                                 |
| المنطقة الزمنية                                           | 00                                                   | ت ع م+02:00، ت ع م+03:00، توقيت شرق أوروبا، أوروبا/تالين ‏، توقيت شرق أوروبا الصيفي ‏ |

## منظمات دولية مشتركة
يشترك البلدان في عضوية مجموعة من المنظمات الدولية، منها:
| علم المنظمة | اسم المنظمة                               | تاريخ انضمام السنغال | تاريخ انضمام إستونيا |
| ----------- | ----------------------------------------- | -------------------- | -------------------- |
|             | مؤسسة التنمية الدولية                     | 31 أغسطس 1962        | 11 أكتوبر 2008       |
|             | يونسكو                                    | 10 نوفمبر 1960       | 14 أكتوبر 1991       |
|             | وكالة ضمان الاستثمار متعدد الأطراف        | 12 أبريل 1988        | 24 سبتمبر 1992       |
|             | الأمم المتحدة                             | 28 سبتمبر 1960       | 17 سبتمبر 1991       |
|             | الفريق المعني برصد الأرض                  | ?                    | ?                    |
|             | الاتحاد البريدي العالمي                   | ?                    | ?                    |
|             | البنك الدولي للإنشاء والتعمير             | 31 أغسطس 1962        | 23 يونيو 1992        |
|             | الاتحاد الدولي للاتصالات                  | 15 نوفمبر 1960       | 19 مايو 1922         |
|             | منظمة حظر الأسلحة الكيميائية              | ?                    | ?                    |
|             | مؤسسة التمويل الدولية                     | 31 أغسطس 1962        | 9 أغسطس 1993         |
|             | المركز الدولي لتسوية المنازعات الاستشارية | 21 مايو 1967         | 23 يوليو 1992        |
|             | منظمة التجارة العالمية                    | ?                    | ?                    |
|             | منظمة الشرطة الجنائية الدولية             | ?                    | ?                    |

## وصلات خارجية
- موقع وزارة الخارجية السنغالية
- موقع وزارة الخارجية الإستونية